# Komisariat Straży Granicznej „Piaseczna”
Komisariat Straży Granicznej „Piaseczna” – jednostka organizacyjna Straży Granicznej pełniąca służbę ochronną na granicy polsko-czechosłowackiej w latach 1929–1938 i granicy polsko-węgierskiej w 1939.

## Geneza
Na wniosek Ministerstwa Skarbu, uchwałą z 10 marca 1920, powołano do życia Straż Celną. Proces tworzenia Straży Celnej trwał do końca 1922 roku. 
Komisariat Straży Celnej „Rafajłowa” i „Osmołoda”, wraz ze swoimi placówkami granicznymi, weszły w podporządkowanie Inspektoratu Straży Celnej „Dolina”.
W drugiej połowie 1927 przystąpiono do gruntownej reorganizacji Straży Celnej. W praktyce skutkowało to rozwiązaniem tej formacji granicznej.
Rozkazem nr 5 z 16 maja 1928 w sprawie organizacji Małopolskiego Inspektoratu Okręgowego dowódca Straży Granicznej gen. bryg. Stefan Pasławski powołał komisariat Straży Granicznej „Nadwórna”, który przejął ochronę granicy od rozwiązywanego komisariatu Straży Celnej.

## Formowanie i zmiany organizacyjne
Rozporządzeniem Prezydenta Rzeczypospolitej Polskiej Ignacego Mościckiego z 22 marca 1928, do ochrony północnej, zachodniej i południowej granicy państwa, a w szczególności do ich ochrony celnej, powoływano z dniem 2 kwietnia 1928 Straż Graniczną.
Rozkazem nr 5 z 16 maja 1928 w sprawie organizacji Małopolskiego Inspektoratu Okręgowego dowódca Straży Granicznej gen. bryg. Stefan Pasławski przydzielił komisariat „Nadwórna” do Inspektoratu Granicznego nr 20 „Stryj” i określił jego strukturę organizacyjną. Rozkaz z 8 września 1828 dowódcy Straży Granicznej nr 6 w sprawie organizacji Małopolskiego Inspektoratu Okręgowego podpisany w zastępstwie przez mjr. Wacława Szpilczyńskiego nie wymieniał komisariatu Straży Granicznej „Nadwórna” w strukturze Inspektoratu Granicznego „Stryj”. Wymienia samodzielny podkomisariat SG „Osmołoda” w składzie dwóch drużyn z wysuniętymi posterunkami w miejscowościach: Muskieta, Spłaj, do wzgórza 1418 Siwula. 
Rozkazem nr 7 z 25 września 1929 w sprawie reorganizacji i zmian dyslokacji Małopolskiego Inspektoratu Okręgowego komendant Straży Granicznej płk Jan Jur-Gorzechowski określił numer i strukturę komisariatu „Porohory”.
Rozkazem nr 5 z 2 września 1930 w sprawie nazw inspektoratów granicznych i komisariatów  komendant Straży Granicznej płk Jan Jur-Gorzechowski nakazał utworzyć w składzie komisariatu placówkę II linii „Stanisławów”.
Rozkazem nr 4/31 zastępcy komendanta Straży Granicznej płk. Emila Czaplińskiego z 20 października 1931 zmieniono nazwę komisariatu na „Sołotwina”. Jednocześnie zmieniono nazwę placówki II linii „Porohory” na „Słotwina”.
Rozkazem nr 1 z 27 marca 1936 w sprawach [...] zmian w niektórych inspektoratach okręgowych, komendant Straży Granicznej płk Jan Jur-Gorzechowski przeniósł komisariat Straży Granicznej „Sołotwina” do Piasecznej.
Rozkazem nr 1 z 27 marca 1936 w sprawach [...] zmian w niektórych inspektoratach okręgowych, komendant Straży Granicznej płk Jan Jur-Gorzechowski utworzył placówki Straży Granicznej I linii „Mołda”, „Borewka”, „Przełącz Legionów”, „Doużyniec”.
Rozkazem nr 3 z 27 lipca 1936 w sprawach reorganizacji placówek i zmian przydziałów, komendant Straży Granicznej płk Jan Gorzechowski  zmienił nazwę placówki I linii „Borewka” na „Jale”.
Rozkazem nr 3 z 31 grudnia 1938 w sprawach reorganizacji jednostek na terenach Śląskiego, Zachodniomałopolskiego i Wschodniomałopolskiego okręgów Straży Granicznej, a także utworzenia nowych komisariatów i placówek, komendant Straży Granicznej płk Jan Gorzechowski, działając na podstawie upoważnienia Ministra Skarbu z 14 października 1938, w związku z utworzeniem Komisariatu Zielona, nakazał przenieść siedzibę komisariatu Straży Granicznej „Sołotwina” do m. Perehińsko. W skład komisariatu Straży Granicznej Perehińsko weszły istniejące dotąd placówki I linii: Mołoda, Osmołoda, Jałe i Huta oraz placówka II linii, którą  przeniesiono ze Sołotwiny. Przedyslokowanie chwilowo wstrzymano z uwagi na obecność KOP.
Rozkazem nr 2 z 16 stycznia 1939 w sprawie przejęcia odcinka granicy polsko-niemieckiej od Korpusu Ochrony Pogranicza na terenie Mazowieckiego Okręgu Straży Granicznej oraz przekazania Korpusowi Ochrony Pogranicza odcinka granicy na terenie Wschodniomałopolskiego Okręgu Straży Granicznej, w związku z przekazaniem Korpusowi Ochrony Pogranicza ochrony części granicy południowej Państwa na odcinku  między przełęczą Użocką, a stykiem granicy polsko-rumuńsko-czechosłowackiej, komendant Straży Granicznej płk Jan Gorzechowski zarządził likwidację komisariatu Straży Granicznej „Sołotwina”.

## Służba graniczna
Sąsiednie komisariaty:
- komisariat Straży Granicznej „Ludwikówka” ⇔ komisariat Straży Granicznej „Worochta” − 1928
- komisariat Straży Granicznej „Ludwikówka” ⇔ komisariat Straży Granicznej „Worochta” − 1935[17]

## Komendant komisariatu
- podkomisarz Piotr Łazarewicz (- 1 II 1939)  → komisariat "Filipów"[18]
- aspirant Kazimierz Bielecki  (5 I 1939 - 12 III 1939) → dowódca OW SG przy pułku KOP „Karpaty”[19]

## Struktura organizacyjna
Organizacja komisariatu w maju 1928:
- komenda − Nadwórna
- placówka Straży Granicznej I linii „Klauza”
- placówka Straży Granicznej I linii „Osmołoda”
- placówka Straży Granicznej I linii „Huta Tarniczka”
- placówka Straży Granicznej I linii „Rafajłowa”
- placówka Straży Granicznej I linii „Zielona”
- placówka Straży Granicznej II linii „Sołotwina”
- placówka Straży Granicznej II linii „Nadwórna”

Organizacja komisariatu we wrześniu 1929:
- 3/21 komenda − Porohy
- placówka Straży Granicznej I linii „Osmołoda”
- placówka Straży Granicznej I linii „Huta Tarniczka”
- placówka Straży Granicznej I linii „Rafajłowa”
- placówka Straży Granicznej I linii „Zielona”
- placówka Straży Granicznej II linii „Porohy”

Organizacja komisariatu w 1931:
- komenda −  Porohy (57 km)
- placówka Straży Granicznej I linii „Osmołoda”
- placówka Straży Granicznej I linii „Huta Tarniczka”
- placówka Straży Granicznej I linii „Rafajłowa”
- placówka Straży Granicznej I linii „Zielona”
- placówka Straży Granicznej II linii „Porohy”

Organizacja komisariatu w 1935:
- komenda − Sołotwina
- placówka Straży Granicznej I linii „Osmołoda”
- placówka Straży Granicznej I linii „Huta Tarniczka”
- placówka Straży Granicznej I linii „Rafajłowa”
- placówka Straży Granicznej I linii „Zielona”
- placówka Straży Granicznej II linii „Sołotwina”
- placówka Straży Granicznej II linii „Stanisławów”